# Zinaida Greceanîi
Zinaida Greceanîi (en russe : Зинаи́да Греча́ная) est une femme politique moldave, née le 7 février 1956 dans la région de Tomsk, en URSS.
Elle est Première ministre du 31 mars 2008 au 14 septembre 2009, et présidente du Parlement du 8 juin 2019 au 26 juillet 2021.

## Biographie

### Enfance et études
Zinaida Greceanîi naît dans la région de Tomsk. Ses parents auparavant nommée Greceanu, Témoins de Jéhovah, ont été déportés en 1951, depuis le nord de la Moldavie vers la Sibérie pendant l'opération Nord. Son frère est mort pendant la déportation. Ils reviennent ensuite en Moldavie, en 1968.
Elle suit des études d'économie à l'université d'État de Moldavie à Chișinău.
Elle est mariée à Alexei Greceanîi et a deux enfants.

### Carrière politique
Membre du Parti des communistes de la république de Moldavie, Zinaida Greceanîi remporte l'élection municipale de Chișinău, en juillet 2005 avec 50,15 % des voix au premier tour et 87,78 % au second tour. Néanmoins, l'élection n'est pas validée par la commission électorale car moins d'un tiers des électeurs s'est prononcé.

#### Première ministre de Moldavie
Le 19 mars 2008, le Premier ministre Vasile Tarlev présente sa démission, poste qu'il occupait depuis avril 2001. Le président communiste Vladimir Voronine nomme alors Zinaida Greceanîi Première ministre. Le 31 mars 2008, le Parlement accorde l'investiture au gouvernement de Zinaida Greceanîi par 56 votes sur 101 (les 56 députés du Parti des communistes de la république de Moldavie).
Zinaida Greceanîi est alors la première femme à devenir Première ministre dans son pays. À la suite des élections législatives, elle a remis sa démission et celle de son gouvernement le 4 mai 2009 tout en continuant d'expédier les affaires courantes.

#### Candidature présidentielle
En 2009, Zinaida Greceanîi se présente à l'élection présidentielle devant le Parlement, mais au premier tour de scrutin, le 20 mai, ne recueille que 60 voix, soit une de moins que la majorité nécessaire. Le deuxième tour du 3 juin suivant se solde par le même résultat. De nouvelles élections législatives le 29 juillet 2009 voient le Parti des communistes de la république de Moldavie perdre la majorité absolue au Parlement, mettant une épée de Damoclès sur le poste de Zinaida Greceanîi, l'opposition ayant manifesté le souhait de se réunir dans une grande coalition. Elle remet sa démission et celle de son gouvernement le 26 août et est remplacée à son poste par Vitalie Pîrlog, à titre intérimaire, le 14 septembre.
Le 4 novembre 2011, avec Igor Dodon et Veronica Abramciuc (ro), elle met en œuvre la scission consentie du Parti des communistes de la république de Moldavie en un parti qui garde l'intitulé communiste, toujours dirigé par Vladimir Voronine, et un second nommé Parti des socialistes de la république de Moldavie, dont Igor Dodon devient le président. Les deux partis restent étroitement coalisés et gardent les mêmes positions pro-russes.